# アイルック環礁
座標: 北緯10度19分40秒 東経169度56分00秒 / 北緯10.32778度 東経169.93333度

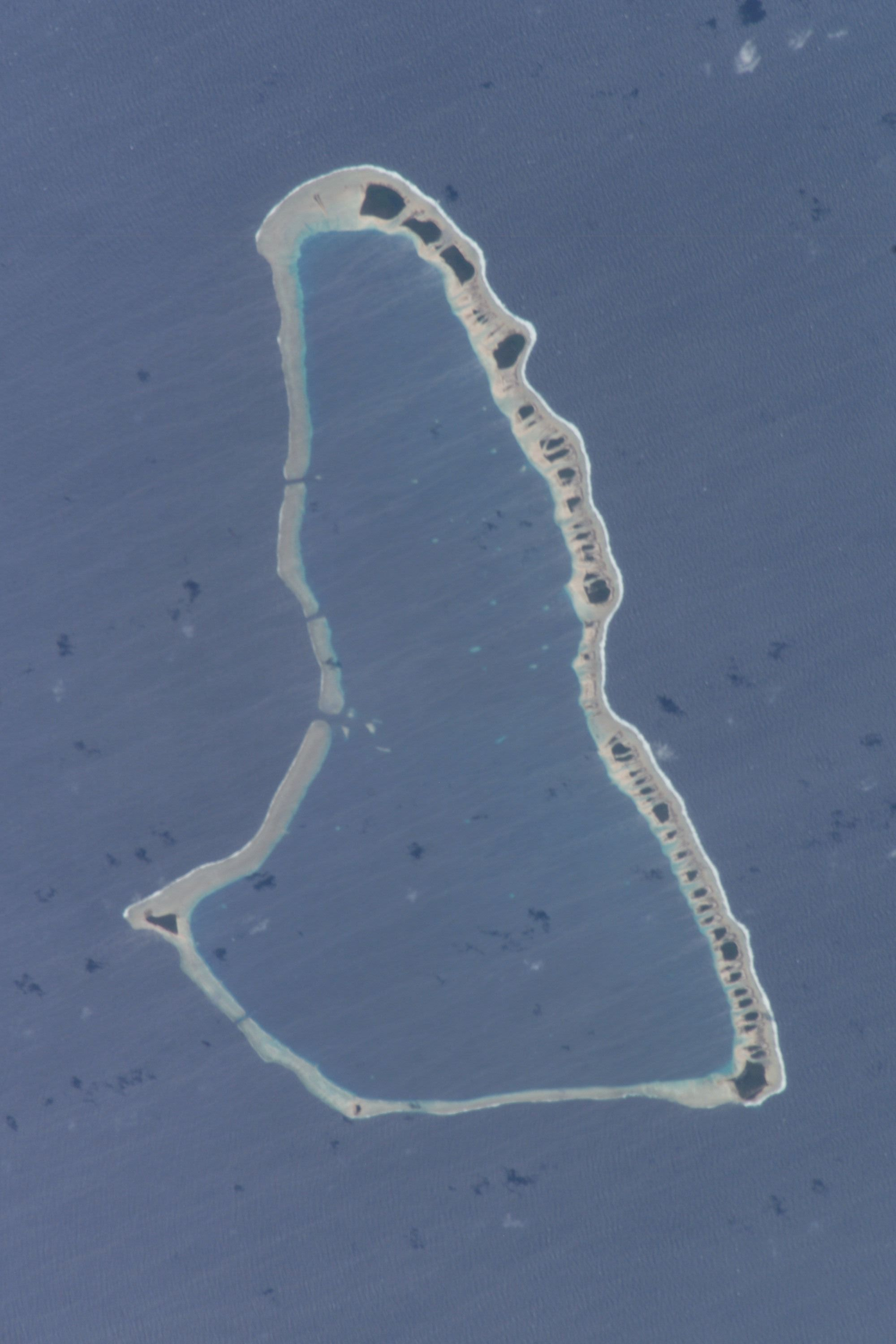
アイルック環礁

アイルック環礁（マーシャル語: Aelok, [ɑelʲokʷ]）は、57の小島から成る太平洋上の環礁で、国際法上はマーシャル諸島のラタック列島に所属する。

## 概要
小島を合わせた陸地の面積は5.3km2であるが、環礁の面積は175km2にもなる。小島の内の主なものは、アジェレップ、アリージェ、アイルック、アルキルウェ、バロルカン、ビケン、エネジャブロック、エネジェラー、カペン、そしてマリブである。環礁の西側には3本の通路(エラップ・ヅャンネル、マロック・チャンネル、及びエネマン・チャンネル)があり、環礁の内側に通じている。
環礁の人口は2021年度で235人である。

## 歴史
1565年1月10日、ミゲル・ロペス・デ・レガスピのスペイン遠征隊によって初めて発見された。
第一次世界大戦後、大日本帝国の南洋委任統治領となった。第二次世界大戦後、1986年にマーシャル諸島が独立するまで、太平洋諸島信託統治領の一部としてアメリカの支配下にあった。

## 教育
マーシャル諸島公立学校システムが公立学校を運営している。
- アイルック小学校
- エネジェラール小学校

## 主な出来事
- 2020年 - 環礁に漂着した無人のボートの底からコカイン約649kg（末端価格で約8000万ドル）が発見された。マーシャル諸島は多くの漂着物がたどり着く場所であり、アイルック環礁もその一つ。コカインを乗せた無人のボートは南アメリカか中央アメリカで、麻薬組織が受け渡しの途上で失敗、1-2年かけて漂着したものと推定されている[4]。